# Mistrzostwa Stanów Zjednoczonych w Łyżwiarstwie Figurowym 2023
Mistrzostwa Stanów Zjednoczonych w łyżwiarstwie figurowym 2023 (oryg. ang. 2023 TOYOTA U.S. Figure Skating Championships) – zawody mające na celu wyłonienie najlepszych łyżwiarzy figurowych w Stanach Zjednoczonych w kategoriach: Senior, Junior. Mistrzostwa rozgrywano od 23 do 29 stycznia 2023 w SAP Center w San Jose.
Osiągnięte rezultaty na zawodach krajowych determinowały skład reprezentacji Stanów Zjednoczonych na Mistrzostwa Świata 2023, Mistrzostwa Świata Juniorów 2023 i Mistrzostwa Czterech Kontynentów 2023.

## Wyniki

### Kategoria seniorów

#### Soliści (S)
| Poz. | Zawodnik         | Klub                | Nota łączna | SP | SP     | FS | FS     |
| ---- | ---------------- | ------------------- | ----------- | -- | ------ | -- | ------ |
| 1    | Ilia Malinin     | Washington FSC      | 287,74      | 1  | 110,36 | 2  | 177,37 |
| 2    | Jason Brown      | Skokie Valley SC    | 277,32      | 2  | 100,25 | 3  | 177,06 |
| 3    | Andrew Torgashev | Panthers FSC        | 255,56      | 5  | 78,78  | 1  | 177,78 |
| 4    | Maxim Naumov     | SC of Boston        | 249,14      | 6  | 77,71  | 4  | 171,43 |
| 5    | Jimmy Ma         | SC of Boston        | 243,09      | 7  | 73,88  | 5  | 169,21 |
| 6    | Liam Kapeikis    | Wenatchee FSC       | 226,85      | 4  | 82,27  | 10 | 144,58 |
| 7    | Jarosław Paniot  | All Year FSC        | 225,99      | 10 | 70,87  | 6  | 155,12 |
| 8    | Camden Pulkinen  | SC of New York      | 223,72      | 11 | 69,47  | 7  | 154,25 |
| 9    | Samuel Mindra    | Portland ISC        | 218,74      | 9  | 71,36  | 9  | 147,38 |
| 10   | Tomoki Hiwatashi | DuPage FSC          | 217,62      | 3  | 85,43  | 14 | 132,19 |
| 11   | Daniel Martynov  | Great Lakes FSC     | 213,67      | 14 | 64,04  | 8  | 148,63 |
| 12   | Matthew Nielsen  | Winterhurst FSC     | 202,38      | 12 | 67,98  | 12 | 134,40 |
| 13   | Joseph Klein     | Skokie Valley SC    | 194,87      | 18 | 58,39  | 11 | 136,49 |
| 14   | Joonsoo Kim      | Los Angeles FSC     | 193,78      | 13 | 67,45  | 15 | 126,33 |
| 15   | Will Annis       | SC of Boston        | 188,13      | 15 | 63,46  | 16 | 124,67 |
| 16   | Dinh Tran        | SC of San Francisco | 187,18      | 16 | 60,63  | 13 | 126,55 |
| 17   | Goku Endo        | Los Angeles FSC     | 171,50      | 9  | 73,45  | 17 | 98,05  |
| 18   | Mitchell Friess  | St. Paul FSC        | 151,31      | 17 | 59,14  | 18 | 92,17  |

#### Solistki (S)
| 1  | Isabeau Levito    | SC Of Southern New Jersey | 223,33 | 1  | 73,78 | 1   | 149,55 |     |     |     |
| 2  | Bradie Tennell    | Skokie Valley SC          | 213,12 | 2  | 73,76 | 2   | 139,36 |     |     |     |
| 3  | Amber Glenn       | Dallas FSC                | 207,44 | 4  | 68,96 | 3   | 138,48 |     |     |     |
| 4  | Starr Andrews     | Los Angeles FSC           | 188,24 | 3  | 68,97 | 7   | 119,27 |     |     |     |
| 5  | Josephine Lee     | All Year FSC              | 187,68 | 11 | 55,60 | 4   | 132,08 |     |     |     |
| 6  | Lindsay Thorngren | SC of New York            | 187,19 | 6  | 62,64 | 5   | 124,55 |     |     |     |
| 7  | Clare Seo         | Broadmoor SC              | 175,60 | 7  | 61,48 | 9   | 114,12 |     |     |     |
| 8  | Gracie Gold       | IceWorks SC               | 173,98 | 5  | 67,44 | 11  | 106,54 |     |     |     |
| 9  | Ava Marie Ziegler | SC of New York            | 167,70 | 8  | 61,09 | 10  | 106,61 |     |     |     |
| 10 | Sonja Hilmer      | Centennial SC             | 166,49 | 13 | 51,16 | 8   | 115,33 |     |     |     |
| 11 | Gabriella Izzo    | SC of Boston              | 166,40 | 15 | 45,73 | 6   | 120,67 |     |     |     |
| 12 | Ting Cui          | Baltimore FSC             | 161,27 | 10 | 57,11 | 12  | 104,16 |     |     |     |
| 13 | Audrey Shin       | SC of New York            | 161,12 | 9  | 60,76 | 14  | 100,36 |     |     |     |
| 14 | Lindsay Wang      | Los Angeles FSC           | 154,91 | 12 | 52,19 | 13  | 102,72 |     |     |     |
| 15 | Michelle Lee      | All Year FSC              | 145,28 | 14 | 46,71 | 15  | 98,57  |     |     |     |
| 16 | Elsa Cheng        | Skokie Valley SC          | 138,13 | 17 | 44,36 | 16  | 93,77  |     |     |     |
| 17 | Alexa Gasparotto  | Arctic FSC                | 129,41 | 16 | 45,00 | 17  | 84,41  |     |     |     |
| WD | Hanna Harrell     | Los Angeles FSC           | DNF    | 18 | 42,84 | DNS | DNS    | DNS | DNS | DNS |

#### Pary sportowe (S)
| Poz. | Zawodnicy                                | Klub                                                | Nota łączna | SP | SP    | FS | FS     |
| ---- | ---------------------------------------- | --------------------------------------------------- | ----------- | -- | ----- | -- | ------ |
| 1    | Alexa Knierim / Brandon Frazier          | DuPage FSC / All Year FSC                           | 227,97      | 1  | 81,96 | 1  | 146,01 |
| 2    | Emily Chan / Spencer Akira Howe          | SC of Boston / SC of Boston                         | 196,86      | 2  | 66,86 | 2  | 130,00 |
| 3    | Ellie Kam / Danny O’Shea                 | Thunderbirds FSC / SC of New York                   | 184,01      | 3  | 65,75 | 3  | 118,26 |
| 4    | Sonia Baram / Daniel Tioumentsev         | Los Angeles FSC / Dallas FSC                        | 179,08      | 5  | 63,12 | 4  | 115,96 |
| 5    | Valentina Plazas / Maximiliano Fernandez | Panthers FSC / Arctic FSC                           | 176,34      | 4  | 63,45 | 6  | 112,89 |
| 6    | Katie McBeath / Nathan Bartholomay       | Winterhurst FSC / SC of New York                    | 172,74      | 6  | 59,96 | 5  | 115,78 |
| 7    | Maria Mokhova / Ivan Mokhov              | Greater Grand Rapids FSC / Greater Grand Rapids FSC | 148,84      | 8  | 49,46 | 7  | 99,38  |
| 8    | Nica Digerness / Mark Sadusky            | Broadmoor SC / St. Moritz ISC                       | 137,98      | 7  | 50,72 | 10 | 87,26  |
| 9    | Grace Hanns / Danny Neudecker            | Broadmoor SC / Seattle SC                           | 135,30      | 9  | 46,81 | 8  | 88,49  |
| 10   | Nina Ouellette / Rique Newby-Estrella    | SC of San Francisco / Dallas FSC                    | 132,07      | 11 | 43,99 | 9  | 88,08  |
| 11   | Linzy Fitzpatrick / Keyton Bearinger     | Detroit SC / Detroit SC                             | 129,80      | 10 | 45,27 | 11 | 84,53  |

#### Pary taneczne (S)
| Poz. | Zawodnicy                                | Klub                                              | Nota łączna | RD  | RD    | FD  | FD     |
| ---- | ---------------------------------------- | ------------------------------------------------- | ----------- | --- | ----- | --- | ------ |
| 1    | Madison Chock / Evan Bates               | All Year FSC / Ann Arbor FSC                      | 229,75      | 1   | 91,90 | 1   | 137,85 |
| 2    | Caroline Green / Michael Parsons         | Pavilion SC of Cleveland Heights / Washington FSC | 207,46      | 2   | 81,40 | 2   | 126,06 |
| 3    | Christina Carreira / Anthony Ponomarenko | SC of New York / SC of San Francisco              | 198,45      | 4   | 77,37 | 3   | 121,08 |
| 4    | Emilea Zingas / Wadym Kołesnyk           | St. Clair Shores FSC / SC of New York             | 198,13      | 3   | 78,18 | 4   | 119,95 |
| 5    | Emily Bratti / Ian Somerville            | Washington FSC / Washington FSC                   | 189,84      | 6   | 75,91 | 6   | 113,93 |
| 6    | Lorraine McNamara / Anton Spiridonov     | Peninsula SC / ION FSC                            | 189,15      | 5   | 76,23 | 7   | 112,92 |
| 7    | Katarina Wolfkostin / Jeffrey Chen       | Peninsula SC / Peninsula SC                       | 183,05      | 10  | 69,05 | 5   | 114,00 |
| 8    | Eva Pate / Logan Bye                     | Strongsville SC / SC of New York                  | 182,61      | 7   | 75,52 | 9   | 107,09 |
| 9    | Oona Brown / Gage Brown                  | SC of New York / SC of New York                   | 181,89      | 9   | 72,80 | 8   | 109,09 |
| 10   | Isabella Flores / Ivan Desyatov          | Thunderbirds FSC / Thunderbirds FSC               | 177,31      | 8   | 73,91 | 10  | 103,40 |
| 11   | Angela Ling / Caleb Wein                 | Peninsula SC / Washington FSC                     | 167,87      | 11  | 68,53 | 11  | 99,34  |
| 12   | Leah Krauskopf / YuanShi Jin             | University of Delaware FSC / Los Angeles FSC      | 133,93      | 12  | 52,59 | 12  | 81,34  |
| 13   | Cara Murphy / Josh Levitt                | Arctic FSC / Pittsburgh FSC                       | 129,85      | 13  | 50,88 | 13  | 78,97  |
| 14   | Caroline Depietri / TJ Carey             | SC of Boston / SC of Boston                       | 123,40      | 14  | 48,28 | 14  | 75,12  |
| WD   | Rafaella Koncius / Alexey Shchepetov     | Los Angeles FSC / Florida Everblades FSC          | DNS         | DNS | DNS   | DNS | DNS    |

### Kategoria juniorów

#### Soliści (J)
| Poz. | Zawodnik             | Klub                   | Nota łączna | SP | SP    | FS | FS     |
| ---- | -------------------- | ---------------------- | ----------- | -- | ----- | -- | ------ |
| 1    | Lucas Broussard      | Kraken Skating Academy | 239,55      | 1  | 82,03 | 1  | 157,52 |
| 2    | Jacob Sanchez        | Hudson Valley FSC      | 213,57      | 4  | 69,85 | 2  | 143,72 |
| 3    | Robert Yampolsky     | North Jersey FSC       | 212,41      | 2  | 78,60 | 3  | 133,81 |
| 4    | Daniil Murzin        | SC of San Francisco    | 196,20      | 3  | 72,94 | 5  | 123,26 |
| 5    | Michael Xie          | All Year FSC           | 196,17      | 6  | 64,93 | 4  | 131,24 |
| 6    | Beck Strommer        | Alpine SC              | 182,33      | 8  | 59,94 | 6  | 122,39 |
| 7    | Kirk Haugeto         | North Jersey FSC       | 181,35      | 9  | 59,64 | 7  | 121,71 |
| 8    | Taira Shinohara      | Chicago FSC            | 177,29      | 5  | 68,54 | 8  | 108,75 |
| 9    | Jonathan Hildebrandt | SC of Boston           | 163,50      | 7  | 61,72 | 11 | 101,78 |
| 10   | Aleksandr Fegan      | SC of New York         | 162,03      | 12 | 55,61 | 9  | 106,42 |
| 11   | Zachary LoPinto      | SC of Boston           | 153,79      | 15 | 50,72 | 10 | 103,07 |
| 12   | Nicholas Brooks      | Broadmoor SC           | 152,51      | 14 | 50,77 | 12 | 101,74 |
| 13   | Alexander Liu        | Dallas FSC             | 148,08      | 11 | 55,76 | 15 | 92,32  |
| 14   | Lucius Kazanecki     | North Jersey FSC       | 146,77      | 10 | 55,95 | 16 | 90,82  |
| 15   | Vaclav Vasquez       | Desert FSC             | 145,56      | 13 | 51,98 | 13 | 93,58  |
| 16   | Nhat-Viet Nguyen     | Dallas FSC             | 141,75      | 17 | 48,35 | 14 | 93,40  |
| 17   | Lorenzo Elano        | Skokie Valley SC       | 126,19      | 18 | 43,75 | 17 | 82,44  |
| 18   | Allan Fisher         | All Year FSC           | 121,51      | 16 | 48,48 | 18 | 73,03  |
| 19   | Connor O’Grady       | Wasatch FSC            | 107,25      | 19 | 35,49 | 19 | 71,76  |
| 20   | Sergei Evseev        | All Year FSC           | 97,64       | 20 | 31,95 | 20 | 65,69  |

#### Solistki (J)
| Poz. | Zawodniczka          | Klub                     | Nota łączna | SP | SP    | FS  | FS     |
| ---- | -------------------- | ------------------------ | ----------- | -- | ----- | --- | ------ |
| 1    | Soho Lee             | Glacier Falls FSC        | 181,14      | 1  | 66,34 | 1   | 114,80 |
| 2    | Keira Hilbelink      | Portland ISC             | 167,99      | 5  | 55,05 | 2   | 112,94 |
| 3    | Elyce Lin-Gracey     | Pasadena FSC             | 165,57      | 2  | 65,57 | 7   | 100,00 |
| 4    | Sherry Zhang         | Glacier Falls FSC        | 161,08      | 3  | 61,38 | 9   | 99,70  |
| 5    | Katie Krafchik       | SC of New York           | 160,52      | 6  | 53,52 | 3   | 107,00 |
| 6    | Hannah Herrera       | Murray Silver Blades FSC | 158,58      | 4  | 57,99 | 6   | 100,59 |
| 7    | Jessica Jurka        | Fort Wayne ISC           | 151,99      | 12 | 49,08 | 4   | 102,91 |
| 8    | Sonia Baram          | Los Angeles FSC          | 151,29      | 7  | 53,38 | 11  | 97,91  |
| 9    | Annika Chao          | Glacier Falls FSC        | 150,65      | 9  | 50,68 | 8   | 99,97  |
| 10   | Logan Higase-Chen    | Broadmoor SC             | 149,72      | 8  | 51,06 | 10  | 98,66  |
| 11   | Ela Cui              | SC of Boston             | 148,39      | 13 | 47,14 | 5   | 101,25 |
| 12   | Mia Barghout         | SC of New York           | 142,19      | 10 | 49,27 | 12  | 92,92  |
| 13   | Sarah Everhardt      | Washington FSC           | 137,08      | 11 | 49,26 | 13  | 87,82  |
| 14   | Sofia Bezkorovainaya | Washington FSC           | 130,10      | 14 | 45,63 | 14  | 84,47  |
| 15   | Krystal Edwards      | Washington FSC           | 124,58      | 16 | 40,99 | 15  | 83,59  |
| 16   | Lilah Gibson         | Columbus FSC             | 113,72      | 15 | 44,22 | 18  | 69,50  |
| 17   | Olivia Flores        | Thunderbirds FSC         | 108,17      | 20 | 35,90 | 16  | 72,27  |
| 18   | Melania Blecic       | Great Neck FSC           | 107,07      | 19 | 36,26 | 17  | 70,81  |
| 19   | Rinako Oya           | Detroit SC               | 95,71       | 17 | 39,17 | 19  | 56,54  |
| WD   | Phoebe Stubblefield  | Broadmoor SC             | DNF         | 18 | 38,52 | DNS | DNS    |

#### Pary sportowe (J)
| Poz. | Zawodnicy                         | Klub                                        | Nota łączna | SP | SP    | FS | FS     |
| ---- | --------------------------------- | ------------------------------------------- | ----------- | -- | ----- | -- | ------ |
| 1    | Ellie Korytek / Timmy Chapman     | All Year FSC / Central Florida FSC          | 160,40      | 1  | 57,69 | 1  | 102,71 |
| 2    | Naomi Williams / Lachlan Lewer    | SC of Boston / Individual Member            | 148,83      | 2  | 56,79 | 2  | 92,04  |
| 3    | Lilianna Murray / Jordan Gillette | Skokie Valley SC / Skokie Valley SC         | 123,22      | 3  | 47,85 | 4  | 75,37  |
| 4    | Olivia Flores / Luke Wang         | Thunderbirds FSC / SC of Wilmington         | 123,09      | 4  | 46,31 | 3  | 76,78  |
| 5    | Melania Delis / Jaden Schwab      | All Year FSC / St. Paul FSC                 | 108,10      | 5  | 34,81 | 5  | 73,29  |
| 6    | Catherine Rivers / Nathan Rensing | Knoxville FSC / All Year FSC                | 95,40       | 6  | 33,50 | 6  | 61,90  |
| 7    | Margaret Church / William Church  | Heart Of Illinois SC / Heart Of Illinois SC | 75,55       | 7  | 27,21 | 7  | 48,34  |

#### Pary taneczne (J)
| Poz. | Zawodnicy                          | Klub                                                   | Nota łączna | RD | RD    | FD | FD     |
| ---- | ---------------------------------- | ------------------------------------------------------ | ----------- | -- | ----- | -- | ------ |
| 1    | Leah Neset / Artiom Markiełow      | Magic City FSC / Magic City FSC                        | 161,75      | 7  | 56,19 | 1  | 105,56 |
| 2    | Helena Carhart / Wołodymyr Horowij | Florida Everblades FSC / Florida Everblades FSC        | 160,81      | 1  | 68,53 | 2  | 92,28  |
| 3    | Jenna Hauer / Benjamin Starr       | All Year FSC / Charter Oak FSC                         | 157,73      | 2  | 65,47 | 3  | 92,26  |
| 4    | Elianna Peal / Ethan Peal          | Scott Hamilton SC / Scott Hamilton SC                  | 152,31      | 3  | 61,91 | 5  | 90,40  |
| 5    | Vanessa Pham / Jonathan Rogers     | SC of Houston / Texas Gulf Coast FSC                   | 149,54      | 4  | 58,22 | 4  | 91,32  |
| 6    | Kristina Bland / Matthew Sperry    | Detroit SC / SC of Northern Virginia                   | 132,04      | 6  | 57,53 | 6  | 74,51  |
| 7    | Olivia Ilin / Dylan Cain           | Washington FSC / Washington FSC                        | 130,51      | 5  | 57,57 | 7  | 72,94  |
| 8    | Julia Epps / Blake Gilman          | IceWorks SC / Peninsula SC                             | 122,82      | 8  | 53,50 | 8  | 69,32  |
| 9    | Anabelle Larson / Jonathan Young   | SC of Florida / Florida Everblades FSC                 | 110,52      | 9  | 45,50 | 9  | 65,02  |
| 10   | Juliette Shadid / Lucas Shadid     | All Year FSC / All Year FSC                            | 107,38      | 10 | 43,58 | 10 | 63,80  |
| 11   | Emma L'Esperance / Mika Amdour     | All Year FSC / SC of Boston                            | 106,42      | 11 | 42,99 | 12 | 63,43  |
| 12   | Michela Melillo / Sam Chen         | Connecticut Skating Academy / Starlight Ice Dance Club | 100,22      | 12 | 36,57 | 11 | 63,65  |